# Kárász
Kárász là một thị trấn thuộc hạt Baranya, Hungary. Thị trấn này có diện tích 8,02 km², dân số năm 2010 là 327 người, mật độ 41 người/km².